# Дона Богатинова
Дона Алексиева Богатинова е български политик от БКП.

## Биография
Родена е на 18 септември 1896 г. в Русе. От 1922 г. е член на БКП. Два пъти е член на ЦК на БКП (1928 – 1929 и 1936 – 1940). От 1929 до 1933 г. е член на ЦК на Помощната организация. Емигрира в СССР, където завършва Международната ленинска школа. Завръща се в България през 1936 г. От 1941 до 1943 г. е интернирана в лагера „Св. Никола“. След 9 септември 1944 г. става секретар на Районния комитет на БКП в София, а след това и на Градския комитет в града. В отделни периоди е член на Ревизионната комисия на ЦК на БКП и на Националния комитет на ОФ. През 1973 г. издава спомени, озаглавени „Трудно и славно минало“. Умира през 1988 г.